# Каждан, Шифра
Шифра Каждан (1973) — художница.

## Биография
Шифра (ранее Яков) Каждан родилась в 1973 году. Живет и рвботает в Израиле. Закончила Московскую государственную геологоразведочную академию. Закончила московский Институт проблем современного искусства. Участвует в выставках, фестивалях, показах видео в России и других странах. Работы в частных и публичных коллекциях. Также работает для театра.

## Персональные выставки
- 2012 — «РАБОТА». FUTURA — центр современного искусства, Прага.
- 2010 — «Искусство поставляет людей». Галерея GMG, Москва[1].
- 2008 — «233º C». Московский музей современного искусства, Москва[2][3].
- 2006 — «Зоопарк». Московский музей современного искусства, Москва[4].
- 2005 — Just Drink It, АРТСтрелка-projects, Москва.

## Общественная позиция
25 января 2013 года Шифра Каждан вышла на ЛГБТ-пикет у стен Государственной думы, чтобы не допустить избиения участниц акции против принятия известного закона. Как и многие другие участницы, была задержана полицией.

## Работы для театра
Одна из участниц «Театра взаимных действий» (Ксения Перетрухина, Александра Мун, Шифра Каждан, Леша Лобанов). Спектакли: «Музей инопланетного вторжения», «Правдивая и полная история Джека Потрошителя», «Университет птиц».
- 2018 — «Множественное время клиники», в исполнении Алисы Кретовой, театр «Практика».
- 2017 — «Родина», реж. Андрей Стадников, «Центр им. В. Мейерхольда».
- 2017 — «Другой», (реж. А. Андрияшкин), театр «Практика».
- 2015 — «С. Л. О. Н.», (реж. А. Стадников), мастерская Д. Брусникина.
- 2015 — «Рисунки на потолке», (реж. С. Александровский), Театр юных зрителей имени А. А. Брянцева, Санкт-Петербург.
- 2014 — «Радио Таганка», (реж. С. Александровский), Театр на Таганке, Группа юбилейного года.
- 2013 — «Любовная история», (реж. Д. Волкострелов), Приют комедиантов, Санкт-Петербург[5][6][7].

## Работы в собраниях
- Государственный центр современного искусства, Москва
- Московский музей современного искусства, Москва
- Fondazione Sandretto Re Rebaudengo, Турин